# Conservatoire à rayonnement départemental d'Évry-Courcouronnes
 (août 2025).
Le conservatoire Iannis Xenakis, anciennement école nationale de musique, de danse et d'art dramatique d'Évry, puis conservatoire à rayonnement départemental d'Évry-Centre-Essonne, est un établissement d'enseignement artistique de musique, de chant, de danse et de théâtre située dans la ville d'Évry-Courcouronnes, le département de l'Essonne la région Île-de-France. Créé en 1979, l'établissement porte le nom du compositeur Iannis Xenakis. Sa directrice actuelle est Jasmina Prolic.
Il est intégré aujourd'hui au sein d'un pôle de cinq conservatoires de l'agglomération Grand Paris Sud, dans lequel se trouvent également le conservatoire Albéric-Magnard d'Évry-Courcouronnes, le conservatoire Olivier-Messiaen de Ris-Orangis, le conservatoire Charles-Gounod de Bondoufle et le conservatoire Yves-Henri de Villabé.